# René Dedieu

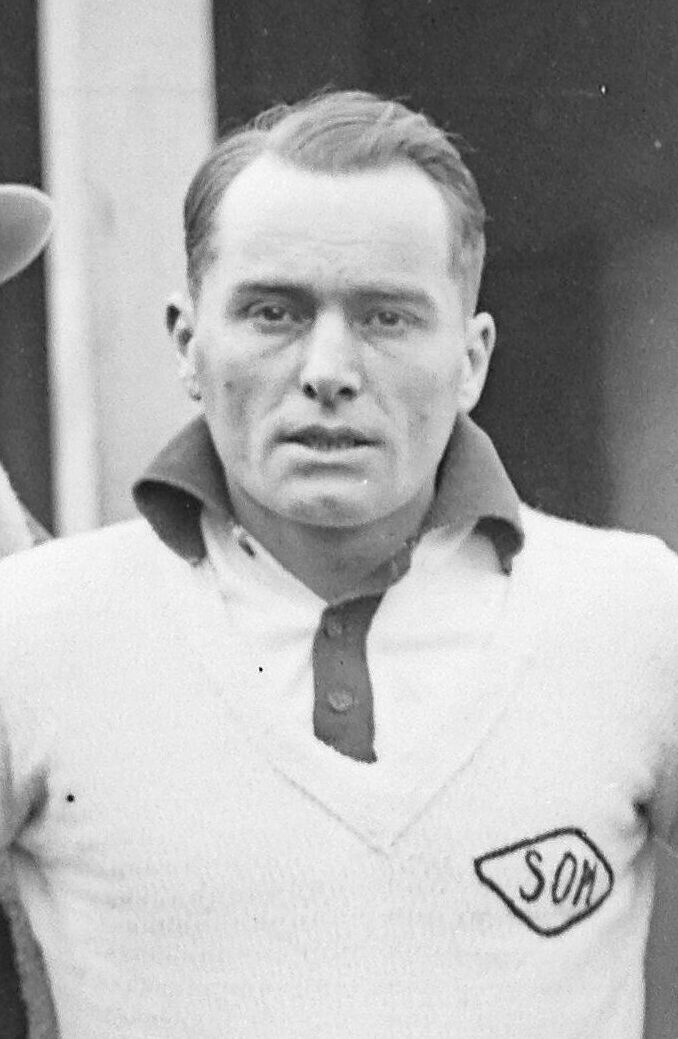
René Dedieu 1931

René Dedieu (* 27. August 1899 in Cette; † 21. November 1985) war ein französischer Fußballspieler und -trainer.

## Spielerkarriere

### In seinen Vereinen
René Dedieu, der während seiner gesamten Spielerzeit seiner languedoc'schen Heimat treu blieb, begann mit dem organisierten Fußball als Jugendlicher in seiner Schulmannschaft und bald darauf bei Olympique Cettois, der ab 1914 FC Cette hieß. 1917 wurde er als Soldat eingezogen, mit den Orden Croix de guerre, Nischan el Iftikhar und Croix du Combattant ausgezeichnet, 1918 an der Weltkriegsfront verwundet und war nach einer Operation ab 1919 wieder in der Lage, für seinen Verein aufzulaufen. 1920/21 spielte er eine Saison für den Ehrendivisionär SC Nîmes, und zwar in einer Zeit, in der es offiziell noch verboten war, sich dafür entlohnen zu lassen, gegen Bezahlung, wie er später selbst verriet:

„Ich saß im Café du Louvre in Sète, wo Fernand Augade [ein Funktionär aus Nîmes] mich mit dem Angebot lockte, für den Sporting Club als Mannschaftskapitän zu spielen, gegen Erstattung meiner Auslagen für Zugfahrten und zwei Mahlzeiten plus 50 Francs als Verdienstausfall, was zwei Tageslöhnen eines Arbeiters entsprach.“

Anschließend kehrte er zum FC Cette zurück, bei dem diese Praktiken – in Frankreich als amateurisme marron („unehrlicher Amateurstatus“) bezeichnet – in den 1920ern unter seinem Präsidenten Georges Bayrou ebenfalls an der Tagesordnung waren und der auch in die Stadioninfrastruktur investierte, wodurch sich einheimische Fußballer genauso wie ausländische verführen ließen, wie René Dedieu zugab:

„Wir waren einer der ersten [französischen] Vereine, die Duschen mit heißem Wasser hatten, weil [unser schottischer Spielertrainer] Gibson das vorfinden wollte, was er aus England gewohnt war.“

Bei Cette trat Dedieu im Landespokal erstmals landesweit in Erscheinung, als er mit seiner Mannschaft 1923 im Endspiel stand, das der FC allerdings mit 2:4 gegen Red Star AC verlor. Anschließend trug der „exzellente linke Verbinder“, der sich durch „seine nüchterne, direkte Spielweise, seine Virtuosität in der Abwehrarbeit [und] seinen strammen Schuss“ auszeichnete, erneut für drei Jahre den Dress des SC Nîmes, und in dieser Zeit wurde er auch zum Nationalspieler (siehe unten). Bereits seit 1920 stand René Dedieu auch regelmäßig in der Regionalauswahl der Ligue du Sud-Est, für die er es bis 1932 auf 17 Einsätze brachte, womit er zwischen den Weltkriegen auch deren Rekordspieler war.
Ab 1926 spielte Dedieu für sieben Jahre bei SO Montpellier, wo er häufig auch auf der Mittelläuferposition zum Einsatz kam. Mit SOM gewann er seinen ersten nationalen Titel, als die Mannschaft durch einen 2:0-Finalsieg über den FC Sète – wie sein „Stammverein“ sich inzwischen schrieb – 1929 Pokalsieger wurde. Wenige Wochen danach geriet er auch bei Montpellier mit dem Amateurstatus in Konflikt, als er einem Zeitungsbericht zufolge eine Freundschaftsspieltournee der Mannschaft durch Französisch-Nordafrika organisiert haben sollte, deren Erlöse in die Taschen der Spieler flossen. Zwei Jahre darauf stand er mit seiner Elf erneut im Landespokalendspiel, in dem allerdings der Club Français Paris nach einem 3:0 die Oberhand behielt. In dieser Zeit übernahm René Dedieu die Funktionen als Spielertrainer und Klubsekretär. Als mit der Saison 1932/33 in Frankreich eine landesweite Liga eingeführt wurde, spielte er – unter anderem an der Seite von Joseph Kaucsar und Abdelkader Ben Bouali – auch noch unter legalen Profibedingungen und erreichte mit SOM in der Gruppe B den vierten Platz. Sein Mannschaftskamerad Yves Dupont, der später in Sète zudem Dedieu als Trainer erlebte, beschrieb ihn als „abwägenden, durch Klugheit und Zurückhaltung gekennzeichneten Sportsman, mit seinem blonden Haarschopf sehr ‚englisch‘ und von sicherem Auftreten“. 1933 kehrte er zum FC Sète zurück, wo der Trainer Dedieu sich allerdings weder in der Meisterschaft noch im Pokal als Spieler selbst einsetzte.

#### Vereinsstationen
- 1912–1920 Olympique Cettois (ab 1914: FC Cette)
- 1920/21 SC Nîmes
- 1921–1923 FC Cette
- 1923–1926 SC Nîmes
- 1926–1933 SO Montpellier
- 1933–1935 FC Sète

### In der Nationalmannschaft
Zwischen November 1924 und Juni 1927 bestritt René Dedieu, der auch noch 6 B-Länderspiele absolviert hat, 6 A-Länderspiele für Frankreich; sein Debüt fand anlässlich einer 0:3-Niederlage in Belgien statt; erst anderthalb Jahre später trug er bei einem Sieg über Portugal erneut das blaue Nationaltrikot, und er stand auch bei drei weiteren Freundschaftsspielen im Mai und Juni 1926 für die Franzosen auf dem Feld, darunter das 1:4 gegen Österreich. Zwölf Monate danach berief ihn das Auswahlkomitee des Fußballverbandes FFFA wieder; das denkwürdige 1:13 gegen Ungarn, die höchste Niederlage der Bleus zwischen den Weltkriegen, die der fachkundige Journalist Lucien Gamblin in L’Auto als „Desaster von Budapest“ bezeichnete, war sein letzter Auftritt in diesem Kreis. Dabei hatte Gamblin in seinem Artikel weniger die Spieler als vorrangig die FFFA-Funktionäre (sélectionneurs) für diese „Vernichtung unserer Mannschaft“ verantwortlich gemacht:

„Gewohnheitsmäßig beglückwünscht die [Verbands-]Geschäftsstelle nach jedem Spiel, wie auch immer es ausgegangen ist, Sélectionneurs und Spieler. Sicher, wir besitzen keine nennenswerte Zahl von Spielern internationaler Klasse. Aber zweifellos haben unsere Sélectionneurs den falschen Weg beschritten, indem sie einige wackere Fußballspieler berufen haben, die […] in einer Mannschaft, die mit den großen ausländischen Teams mithalten könnte, nichts zu suchen haben. Man ist sich [bei der FFFA] seiner Urteile einfach zu sicher; den Spielern kann man keinen Vorwurf machen.“

Der Chefredakteur von France Football drückte es 2004 etwas vorsichtiger aus: Dedieus Pech sei es gewesen, dass er „in einer Zeit, in der die Nationalmannschaft sich nicht gerade auf höchstem Niveau befand“, dazugehörte.

## Trainerlaufbahn
Gleich in seinem ersten Jahr als Trainer gelang ihm der größte Erfolg seiner Karriere. In der Saison 1933/34 führte er einen mit Spielern wie René Llense, Ivan Bek und István Lukács personell stark besetzten FC Sète nicht nur zur Meisterschaft in der Division 1, sondern nach einem 2:1-Endspielsieg über Olympique Marseille auch zum Gewinn der Coupe de France; dadurch machte er seinen langjährigen Klub zum ersten Doublé-Gewinner Frankreichs überhaupt. Im folgenden Jahr schlossen die Dauphins – so der bis in die Gegenwart gebräuchliche Spitzname des Klubs – die Liga auf dem vierten Rang ab. Es folgte eine Saison beim inzwischen nur noch zweitklassig spielenden SO Montpellier, den er nicht über einen Tabellen-Mittelfeldplatz hinausbringen konnte. 1936 arbeitete René Dedieu erstmals außerhalb seiner Herkunftsregion, doch nachdem er Excelsior AC Roubaix auf Rang 8 der ersten Division geführt hatte, kehrte er ins Languedoc zurück und trainierte bis zum Kriegsende 1945 Olympique Alès, mit dem er im Pokal 1940/41 bis ins Halbfinale der besetzten Zone Frankreichs vorstieß. In Alès war er allerdings nicht durchgehend tätig, denn am Ende der Saison 1941/42 saß er erneut bei einem Pokalendspiel auf der Trainerbank des FC Sète, der das Spiel schließlich mit 0:2 gegen Red Star Olympique verlor.
Nach der Befreiung Frankreichs arbeitete er beim FC Nancy, dem er 1946 zum Aufstieg in die Division 1 verhalf, dann bis 1951 wieder an der Mittelmeerküste beim Amateurverein Racing Club Agde sowie je eine Saison beim Zweitligisten FC Grenoble und – als Ko-Trainer von Jean Snella wieder einmal in der obersten Liga – bei der AS Saint-Étienne. Ab 1953 betreute er erneut Olympique Alès, den er 1957 in die Division 1 führte. Als die Mannschaft 1959 wieder absteigen musste, folgte er dem Angebot, zum FC Grenoble zurückzukehren, und hatte ein knappes Jahr später auch diesen zum Aufsteiger in das fußballerische Oberhaus gemacht. Er selbst beendete allerdings unmittelbar nach diesem letzten Erfolg seine sportliche Karriere.

### Trainerstationen
- 1933–1935: FC Sète
- 1935/36: SO Montpellier (in D2)
- 1936/37: Excelsior AC Roubaix
- 1937–1945: Olympique Alès (in D2)
  - dazwischen mindestens 1941/42: FC Sète
- 1945/46: FC Nancy (in D2)
- 1946–1951: Racing Club Agde (im Amateurbereich)
- 1951/52: FC Grenoble (in D2)
- 1952/53: AS Saint-Étienne (als Trainerassistent)
- 1953–1959: Olympique Alès (1953–1957 in D2)
- 1959/60: FC Grenoble (in D2)

## Palmarès
Als Spieler
- Französischer Pokalsieger: 1929 (und Finalist 1923, 1931)
- 6 A-Länderspiele für Frankreich
- 17 Einsätze und damit Rekordspieler in der Regionalauswahl der Ligue du Sud-Est

Als Trainer
- Französischer Meister: 1934
- Französischer Pokalsieger: 1934 (und Finalist 1942)
- Aufstieg in die Division 1: 1946, 1957, 1960

Persönliche Auszeichnungen
- Träger des Croix de guerre, des Nischan el Iftikhar und des Croix du Combattant